# Programma Small Explorer

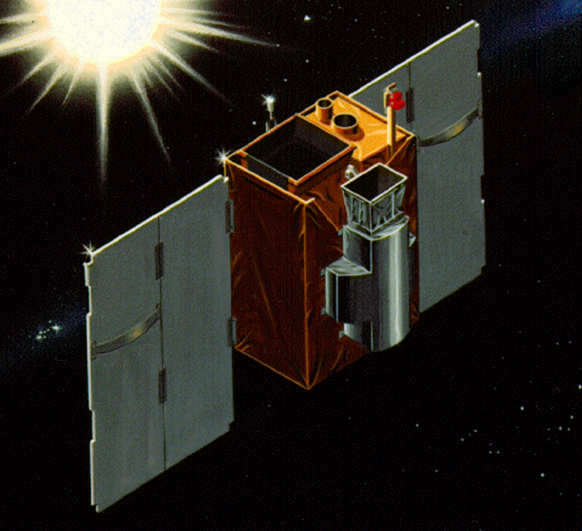
Una rappresentazione del satellite SAMPEX.

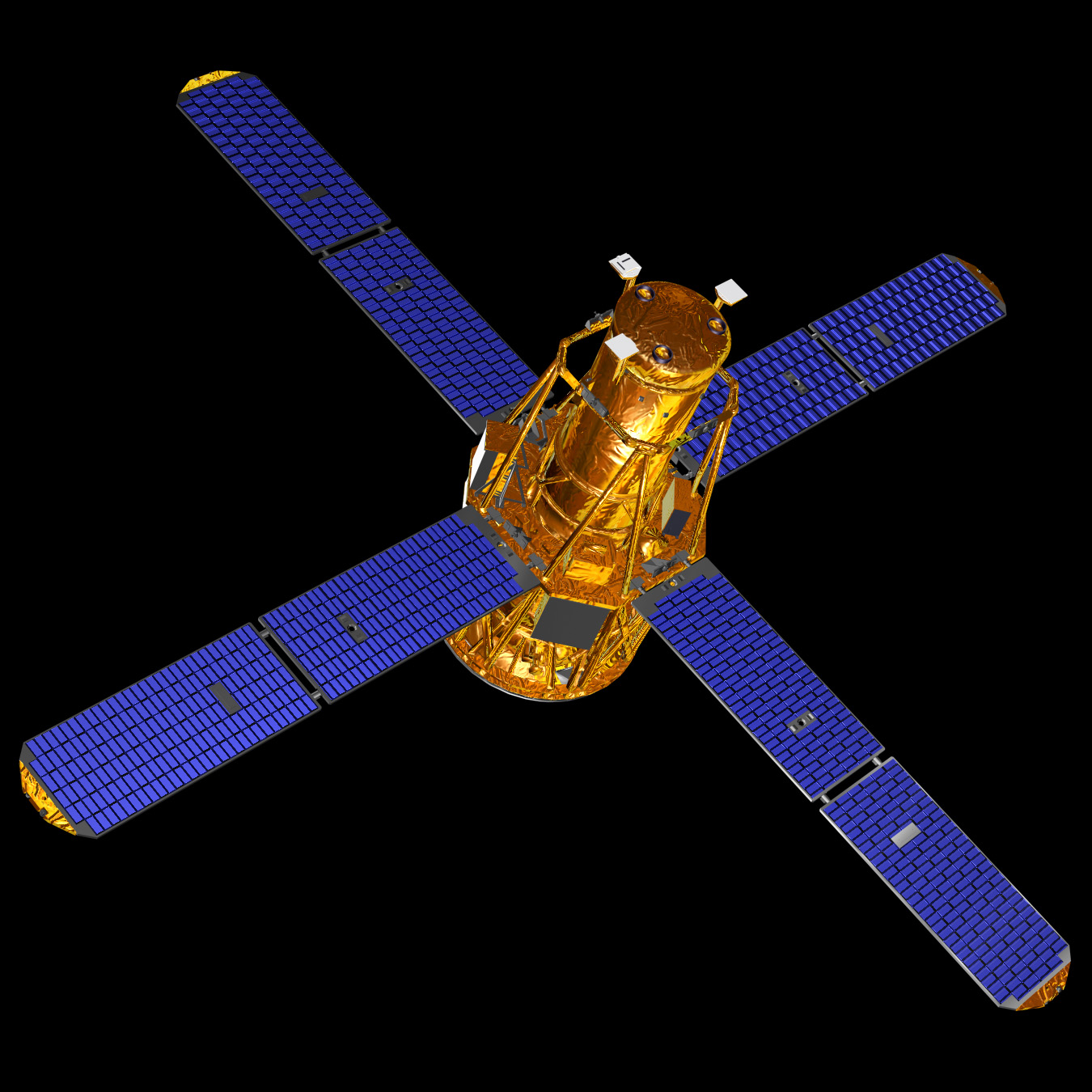
Una rappresentazione del satellite RHESSI.

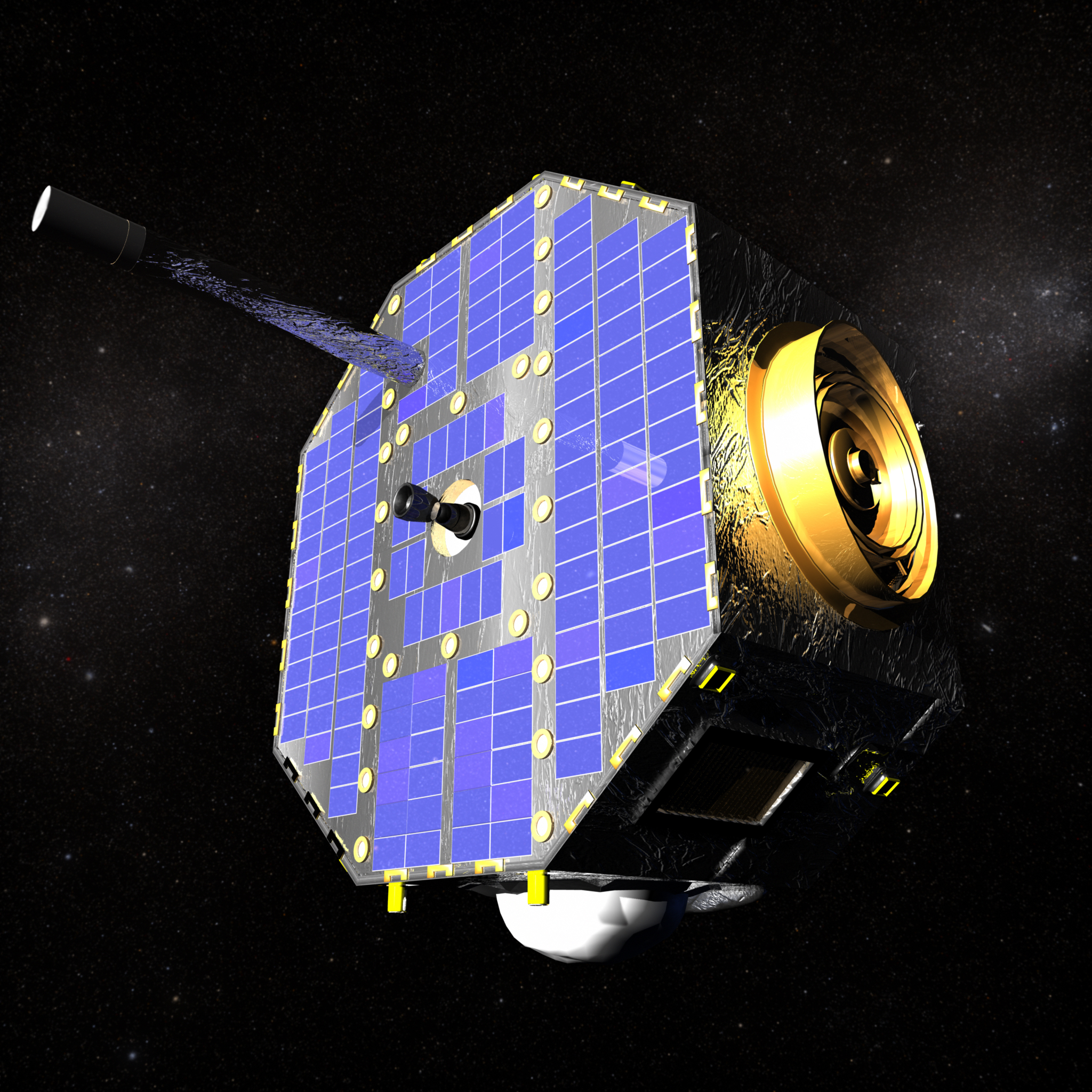
Una rappresentazione del satellite IBEX.

Il programma Small Explorer (SMEX) è un programma spaziale della NASA nato per estendere il già esistente Programma Explorer con cui l'agenzia statunitense si è prefissata lo scopo di realizzare missioni di esplorazione spaziale dal costo inferiore a 120 milioni di dollari americani. Il programma è stato avviato nel 1989 e, al 2017, il conteggio di missioni realizzate è arrivato a undici.

## Storia del programma
Le prime cinque missioni, dal satellite SAMPEX, lanciato nel 1992, al telescopio spaziale TRACE, lanciato nel 1999, sono state gestite dallo Small Explorer Project Office presso il Goddard Space Flight Center (GSFC) della NASA. All'inizio del 1999, l'ufficio al GSFC è stato chiuso con l'annuncio da parte della NASA che le successive missioni del programma Small Explorer sarebbero state gestite direttamente dal proponente principale con la supervisione del team del Programma Explorer del GFSC.

## Le missioni
| Nome   | Numero SMEX | Numero Explorer | Lancio (UTC)    | Stato                                                                        |
| ------ | ----------- | --------------- | --------------- | ---------------------------------------------------------------------------- |
| SAMPEX | SMEX-1      | Explorer-68     | 3 luglio 1992   | Fine missione: 30 giugno 2004 Rientro: 13 novembre 2012                      |
| FAST   | SMEX-2      | Explorer-70     | 21 agosto 1996  | Fine missione: 4 maggio 2009                                                 |
| SWAS   | SMEX-3      | Explorer-74     | 6 dicembre 1998 | Fine missione: 21 luglio 2004                                                |
| TRACE  | SMEX-4      | Explorer-73     | 2 aprile 1998   | Fine missione: 21 giugno 2010                                                |
| WIRE   | SMEX-5      | Explorer-75     | 5 marzo 1999    | Malfunzionamento dell'equipaggiamento Rientro: 10 maggio 2011                |
| RHESSI | SMEX-6      | Explorer-81     | 5 febbraio 2002 | Operativo                                                                    |
| GALEX  | SMEX-7      | Explorer-83     | 28 aprile 2003  | Fine missione: maggio 2012 Disattivato: 28 giugno 2013                       |
| SPIDR  | SMEX-8      |                 |                 | Cancellato, la strumentazione non è risultata sensibile come ci si aspettava |
| AIM    | SMEX-9      | Explorer-90     | 25 aprile 2007  | Operativo                                                                    |
| IBEX   | SMEX-10     | Explorer-91     | 19 ottobre 2008 | Operativo                                                                    |
| NuSTAR | SMEX-11     | Explorer-93     | 13 giugno 2012  | Operativo                                                                    |
| IRIS   | SMEX-12     | Explorer-94     | 28 giugno 2013  | Operativo                                                                    |
| GEMS   | SMEX-13     |                 |                 | Cancellato, i costi si sono rivelati troppo alti                             |
| IXPE   | SMEX-14     |                 | 2020            | In fase di sviluppo                                                          |